# Khenpo Sodargye

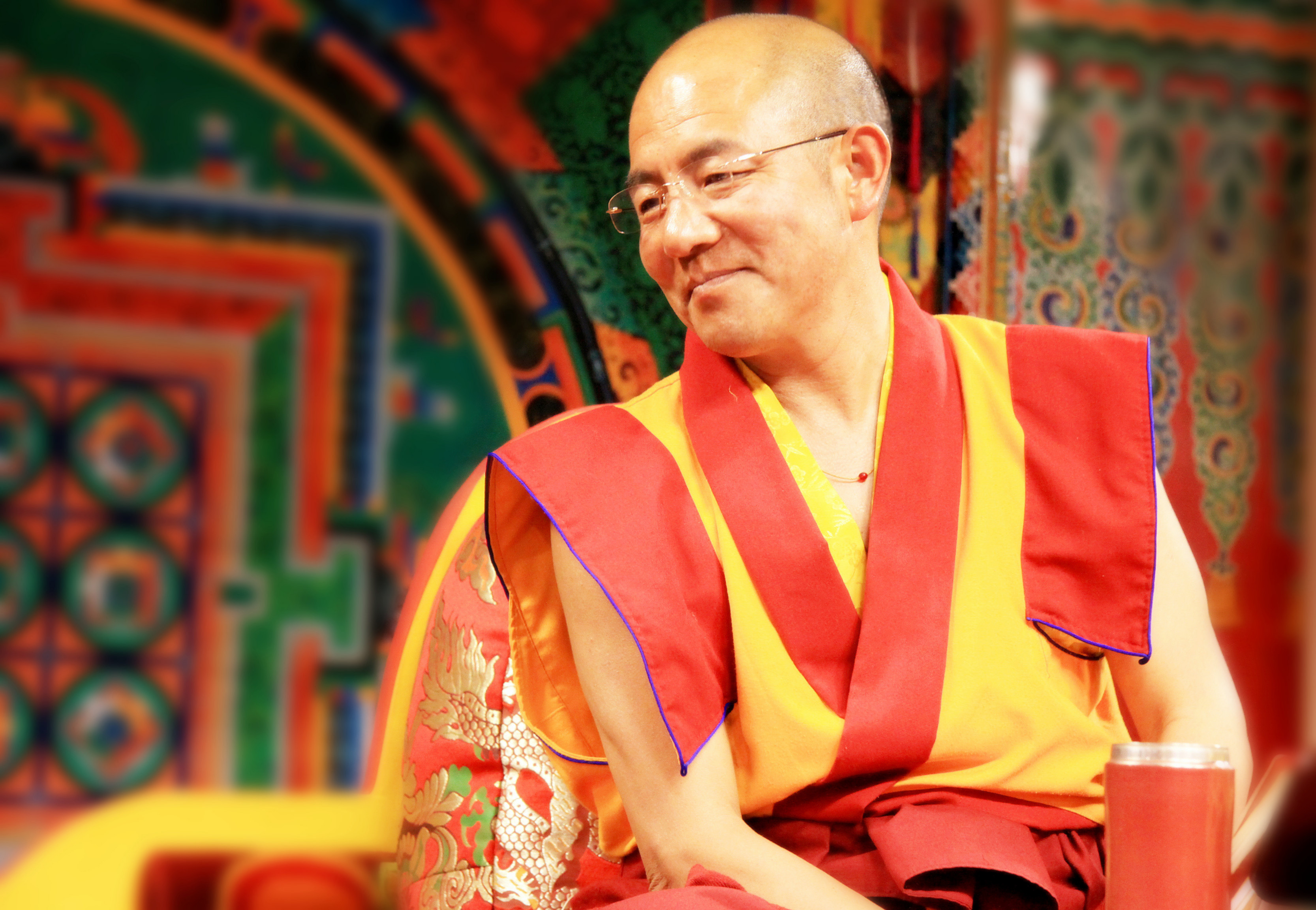
Khenpo Sodargye

Khenpo Sodargye (* 1962 in der Region Kham, Tibet) ist ein tibetischer Lama, buddhistischer Gelehrter und Übersetzer.

## Leben
Am 1985 erhielt er seine Weihe am Buddhistischen Lehrinstitut Larung der Fünf klassischen Wissenschaften, der weltgrößten buddhistischen Akademie dieser Art.
Khenpo Sodargye studierte nicht nur die Klassiker philosophischer Literatur, sondern hatte auch Zugang zur Vielzahl esoterischer tibetischer Überlieferungen. Schließlich wurde er zu einer leitenden Position am Institut berufen und er wurde einer dessen Direktoren. Außerdem diente er als Jigme Phüntshogs wichtigster Übersetzer für die chinesischen Anhänger und wurde von dem Rinpoche beauftragt, diese zu unterrichten.
Khenpo Sodargye ist inzwischen einer der bedeutendsten buddhistischen Lehrmeister unserer Zeit. Heute ist er vor allem bekannt für seine Bemühungen, die buddhistische Lehre mit der globalisierten Welt zu vereinbaren und sie in den modernen Alltag zu integrieren.
Er hielt zahlreiche Vorträge in ganz China und anderen Teilen Ost-, Süd- und Südostasiens, Australien, Neuseeland, sowie auch in Europa und Nordamerika. Zuletzt hielt er Vorlesungen an den Universitäten von Peking, Tsinghua, Harvard, Columbia, Yale, Princeton, Stanford, University of Toronto, McGill University, University of Auckland, Melbourne University, National University of Singapore, National Taiwan University, University of Hong Kong und der Universität Göttingen.

## Veröffentlichungen
- Das Glück findet dich dann, wenn du es nicht suchst
- To Do Is to Gain (Tun ist Gewinnen)
- Cruelty Is Youth (Grausamkeit ist Jugend)
- The Cutter-A Commentary on the Diamond Sutra (Ein Kommentar zum Diamantsutra)
- Always Present (Immer präsent)
- Everything You Wish (Alles was du Dir wünschst)